# コミュニケーション学部
コミュニケーション学部（コミュニケーションがくぶ）とはコミュニケーション学を教育研究するために大学に設置される学部の名称。

## アメリカ合衆国
日本語では、アメリカ合衆国の大学における教育組織としての「Department of Communication」などの訳語として「コミュニケーション学部」が用いられることがある。
例えば、メリーランド大学、マサチューセッツ州のウェストフィールド州立大学、ボストン大学、ペンシルベニア州立大学、ミネソタ州立大学マンケート校、ノースウェスタン大学、ニューメキシコ大学、ユタ大学、ワシントン州立大学、カリフォルニア州立大学ノースリッジ校、スタンフォード大学、南カリフォルニア大学など、数多くの大学にコミュニケーション学部がある。

## 日本
1995年に設置された東京経済大学のコミュニケーション学部は、日本で最初のコミュニケーション学部であったが、同時に、「カタカナの名前の学部」としても日本初であった。これに先立つ、1983年には、常磐大学人間科学部に日本で最初のコミュニケーション学科が設けられていたが、当時の文部省には、カタカナを学科名とすることを不適切と考える風潮があったとされる。コミュニケーション学部は、いわゆる「カタカナ学部」の代表例として言及されることがある。

### 設置大学
- 東京経済大学 - 1995年設置

### 類似学部設置大学
- 松蔭大学 - コミュニケーション文化学部

### 過去に設置していた大学
- 愛知淑徳大学 - 2000年設置、2010年に心理学部と交流文化学部の一部に分割再編
- 山陽学園大学 - 2003年に国際文化学部を改称、2009年に総合人間学部へ改組
- 名古屋商科大学 - 2010年設置、2018年に国際学部へ改組

### 「コミュニケーション」を名称に含む学部の例
- 言語コミュニケーション学部（東京国際大学）
- 現代コミュニケーション学部（浜松学院大学）
- 国際コミュニケーション学部
- 情報コミュニケーション学部（明治大学）
- 異文化コミュニケーション学部（立教大学）
- デジタルコミュニケーション学部（デジタルハリウッド大学）
- グローバル・コミュニケーション学部（愛知淑徳大学　他）
- メディアコミュニケーション学部（江戸川大学）

## 韓国
韓国では、西江大学校に、韓国語で「커뮤니케이션학부」、英語で「School of Communication」という教育組織があり、日本語では「コミュニケーション学部」と訳される。

## 台湾
台湾では、国立政治大学に、中国語で「傳播學院」、英語で「College of Communication」という教育組織があり、日本語では「コミュニケーション学部」と訳される。

## その他
以上のほか、日本語で「コミュニケーション学部」と訳される教育組織をもつ大学の例としては、カナダのサイモンフレーザー大学、タイのチュラーロンコーン大学、トルコのビルギ大学、などがある。